# Ricardo Alaniz Posada
Ricardo Alaniz Posada (Ciudad de México, 20 de marzo de 1937) es un empresario y político mexicano, miembro del Partido Acción Nacional (PAN) y de 2003 a 2006 fue presidente municipal de León, Guanajuato.

## Biografía
Ricardo Alaniz se estableció en León desde 1954, tiene estudios de Contaduría Pública, en 1958 fundó su empresa, Grupo Textiles León, que se dedica a la proveeduría de la industria del calzado. Simpatizante del PAN desde 1988 se unió formalmente al partido al participar en la primera campaña por la gubernatura de Vicente Fox en 1991, durante el gobierno de Fox ocupó el cargo de Presidente Ejecutivo de la Coordinadora de Fomento al Comercio Exterior del Estado de Guanajuato.
En 2000 fue elegido Senador de la República por el estado de Guanajuato y en 2003 pidió licencia al cargo para ser candidato a Presidente Municipal de León cargo que obtuvo y ocupó de 2003 a 2006.